# شیشه‌ماهیان آسیایی
شیشه‌ماهیان آسیایی (نام علمی: Ambassidae) نام یک تیره از راسته سوف‌ماهی‌سانان است.
شیشه‌ماهیان آسیایی از ماهی‌های آب شیرین و دریایی هستند. گونه‌های این خانواده بومی آسیا، اقیانوسیه، اقیانوس هند و اقیانوس آرام غربی هستند. این خانواده شامل هشت سرده و حدود ۵۱ گونه است. حداکثر اندازه بزرگ‌ترین گونه به حدود ۲۶ سانتی‌متر می‌رسد. ویژگی بسیاری از گونه‌ها شفاف یا نیمه‌شفاف بودن بدنشان است.
گونه‌های مختلفی از شیشه‌ماهیان آسیایی به عنوان ماهی آکواریوم مورد استفاده قرار می‌گیرند که به خاطر بدن شفاف آن‌ها محبوبند.
در دهه ۱۹۹۰، شیشه‌ماهی هندی را که بدنی شفاف دارد با رنگ‌های مصنوعی تزریق کرده به عنوان ماهی خانگی به فروش رساندند. اما از آن زمان به بعد، محبوبیت این «ماهی‌های نقاشی‌شده» کم شده و ماهیگیران بیشتری به دنبال نمونه‌هایی با رنگدانه طبیعی هستند.